# Влажность пара
Влажность пара — отношение содержащейся в насыщенном паре капельной жидкости к общему количеству смеси фаз
{\displaystyle y={G_{f} \over {G_{f}+G_{s}}}},
где {\displaystyle G_{f}} — масса жидкой фазы, {\displaystyle G_{s}} — масса сухого пара. Аналогично определяется сухость пара
{\displaystyle x={G_{s} \over {G_{f}+G_{s}}}=1-y}.
Обе величины могут, очевидно, принимать значения от 0 до 1. В расширенном понимании сухость пара, или паросодержание жидкостно-паровой смеси, можно определить через энтальпию среды {\displaystyle i} и энтальпии насыщенной жидкости {\displaystyle i'} и сухого насыщенного пара {\displaystyle i''} как
{\displaystyle x={{i-i'} \over {i''-i'}}}.
Данная величина может быть отрицательной для недогретой до кипения воды и превосходить единицу для перегретого пара.

## В технике
При образовании насыщенного пара в котле часть воды остается в капельном состоянии. Также тепловые потери в трубопроводах приходят к дополнительному образованию конденсата, количество которого тем больше, чем выше был начальный уровень капельной влаги. В свою очередь, повышение доли конденсата ведёт к более интенсивным тепловым потерям. Кроме того, в котлах с перегревом пара унос влаги в пароперегреватель приводит к его быстрому загрязнению солями, растворимость которых в воде намного выше, чем в паре.
Для предотвращения уноса влаги в барабанах паровых котлов стремятся создать как можно большее зеркало испарения для снижения скорости среды, а также применяют специальные сепарационные устройства. Влажность пара на выходе из барабана удаётся снизить до 0,1—0,15 %. Перед паро-паровым перегревателем на АЭС также используется сепаратор, из которого влага удаляется в систему регенерации, а пар с высокой сухостью идёт на перегрев.
Крупнодисперсная капельная влага в паре придаёт ему абразивные свойства, приводит к быстрому износу клапанов и всех мест, где поток изменяет направление (более плотные, чем пар, капли обладают большой инерцией и бьют в стенку). В турбинной технике конечная влажность пара ограничена по условиям износа лопаток и снижения КПД последних отсеков величиной 8—14 % (предел снижается с ростом окружной скорости).

### Способы снижения влажности пара
По вышеприведённым и другим причинам в некоторых случаях в технике допустимо применять исключительно полностью сухой насыщенный или перегретый (хотя бы незначительно) пар. В то же время многие доступные источники пара выдают слегка или сильно влажный пар (реакторы РБМК и многие парогенераторы АЭС, барабанные котлы на выходе из барабана, испарители, большинство скважин ГеоТЭС, низкие отборы турбин и т. п.). Для снижения и ликвидации влажности пара применяют следующие типы устройств:
СепараторыМеханически разделяют фазы. В большинстве случаев эффект основан на том, что при поворотах потока более тяжёлая жидкость выбрасывается из него центробежной силой, а также на её свойстве прилипать к некоторым материалам (в частности, стали, чугуну). Соответственно, бывают циклонные, жалюзийные паросепараторы. Они могут устанавливаться внутри барабана или в иных местах.
Перегрев пара
Первичный пароперегреватель устанавливается после испарительной поверхности теплоисточника (котла, парогенератора) перед подачей пара к месту использования; в большинстве крупных современных котлов он является неотъемлемой частью, иногда это отдельное устройство. После совершения работы в турбине пару можно сообщить дополнительную теплоту, после чего его влажность (если она была) убирается, а способность совершать работу (энтальпия) возрастает. На ТЭС и некоторых АЭС (в частности, в блоке БН-600) пар возвращают к источнику теплоты, где пропускают через специальный трубный пучок — промежуточный пароперегреватель. На значительной части АЭС пар в головной части турбины влажный изначально и дорабатывает до значительной влажности, затем его направляют в сепаратор, где по возможности удаляют влагу. Поскольку возвращать отсепарированный пар в парогенератор неудобно и ненадёжно, его перегрев обеспечивают первичным паром в поверхностном теплообменном аппарате — паро-паровом перегревателе.
ДросселированиеДавление пара сбрасывается без совершения работы и отбора тепла, в итоге его энтальпия в конце процесса превышает энтальпию насыщенного пара при этом более низком давлении. Проблема заключается в том, что при параметрах примерно 235/3,08 МПа энтальпия насыщенного водяного пара имеет максимум; если дросселировать пар около линии насыщения более высоких параметров, его влажность сначала будет расти, что приведёт к быстрому износу редукционной установки и позволит получить сухой пар только низких параметров.

## Паросодержание и скорости фаз в двухфазных потоках
В двухфазных потоках пар и жидкость могут двигаться с разной скоростью: например, при подъёмном движении более плотные капли жидкости отстают от пара, а при опускном опережают его. Кроме того, при расчёте динамики движения таких потоков (например, при расчёте циркуляции в трубах испарительной поверхности котлов) важно соотношение не столько веса, сколько объёмов фаз.
Скорость циркуляции {\displaystyle w_{0}}скорость воды, м/с, при температуре насыщения (плотность {\displaystyle \rho '} кг/м³), соответствующая расходу {\displaystyle G_{f+s}}, кг/с, рабочего тела в канале сечением {\displaystyle f}, м²
{\displaystyle w_{0}=G_{f+s}/(\rho 'f\,)}
Приведённая скорость воды {\displaystyle w_{0}^{\prime }}, пара {\displaystyle w_{0}^{\prime \prime }}скорость, которую имела бы фаза, проходя через полное поперечное сечение
{\displaystyle w_{0}^{\prime ,\prime \prime }=G_{f,s}/(\rho ^{\prime ,\prime \prime }f)}
Истинные (среднерасходные) скорости пара и воды{\displaystyle w''=G_{s}/(\rho ^{\prime \prime }f_{s})}, {\displaystyle w'=G_{f}/(\rho ^{\prime }(f-f_{s}))},
где {\displaystyle f_{s}}, м² — площадь сечения, занятая паром.
Относительная скорость пара {\displaystyle w_{r}}разность истинных скоростей пара и воды ({\displaystyle w''=G_{s}/(\rho ^{\prime \prime }f_{s})}, {\displaystyle w'=G_{f}/(\rho ^{\prime }(f-f_{s}))})
{\displaystyle w_{r}=w''-w'}
Скорость пароводяной смеси {\displaystyle w_{f+s}}отношение объёмного расхода, м³/с, смеси в трубе {\displaystyle V_{f+s}=G_{f}/\rho '+G_{s}/\rho ''} к её сечению
{\displaystyle w_{f+s}=V_{f+s}/f}
Массовое паросодержание {\displaystyle x}массовая доля расхода пара в потоке при {\displaystyle w'=w''}, {\displaystyle x=G_{s}/G_{f+s}}. Поскольку скорости фаз обычно не равны, при заборе пробы из трубы получается соотношение, не отражающее истинный перенос энтальпии потоком.
Объёмное расходное паросодержание {\displaystyle \beta }объёмная доля расхода пара в потоке при {\displaystyle w'=w''}. При любом соотношении скоростей
{\displaystyle \beta ={V_{s} \over V_{f+s}}={1 \over 1+{{{1-x} \over x}{\rho '' \over \rho '}}}}
Истинное (напорное) паросодержание {\displaystyle \varphi }доля сечения трубы, занятого паром: {\displaystyle \varphi =f_{s}/f}. Эта величина (средняя по высоте) используется при расчёте напора {\displaystyle \Delta p_{a}}, Па, естественной циркуляции: при высоте системы {\displaystyle h} и плотности воды в опускной трубе {\displaystyle \rho '}
{\displaystyle \Delta p_{a}=gh\langle \varphi \rangle _{h}(\rho '-\rho '')},
где {\displaystyle g\approx 9,807} м/с² — ускорение свободного падения. Поскольку движение в обогреваемой трубе подъёмное, {\displaystyle \varphi <\beta }, и напор естественной циркуляции меньше, чем можно было бы предположить, исходя из значения кратности циркуляции.